# Пожежна водойма

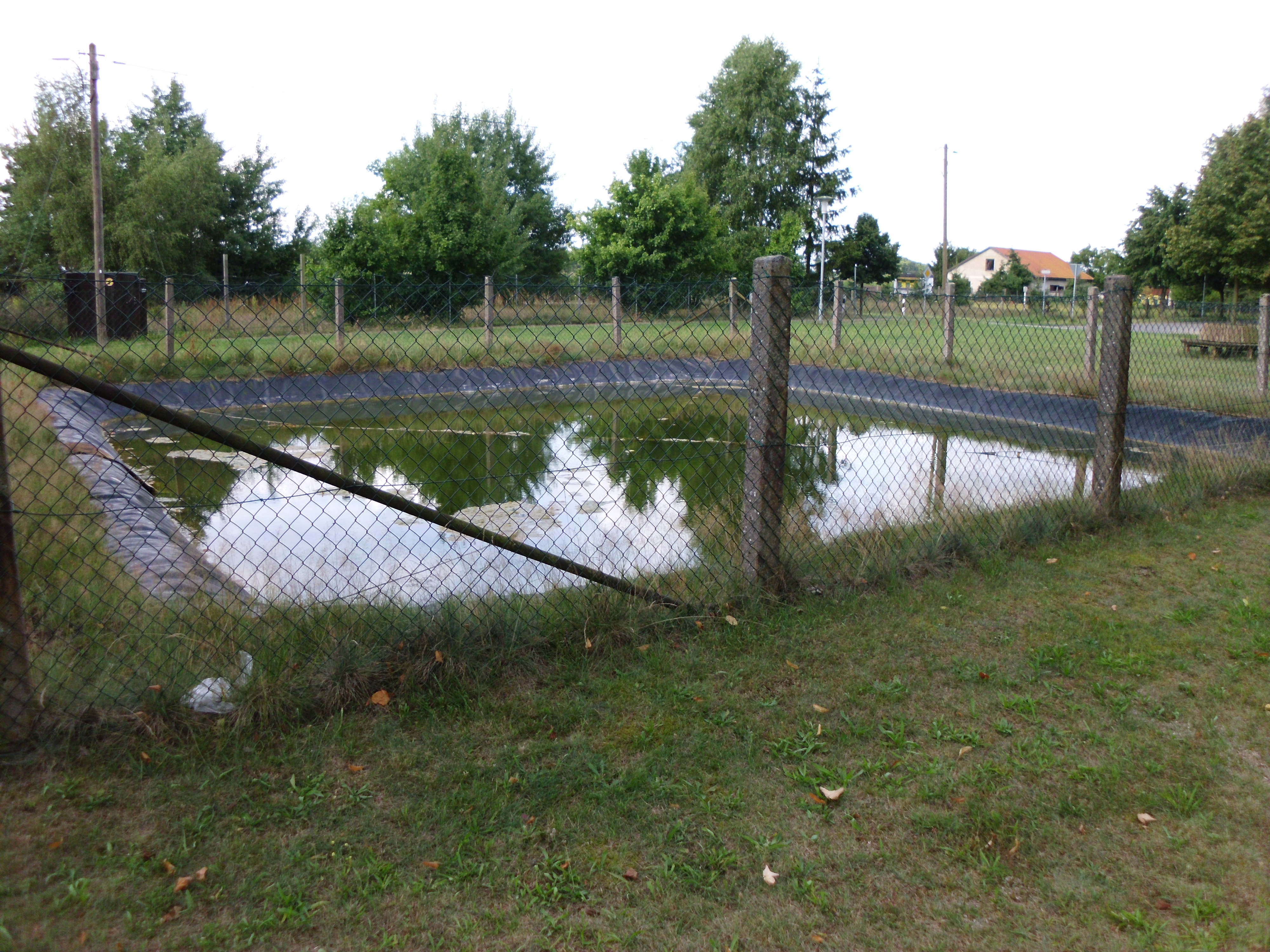
Штучна пожежна водойма у Бад-Вільснаку (Німеччина, земля Бранденбург)

Пожежна водойма — гідротехнічна споруда, призначена для зберігання протипожежного запасу води. Входить до комплексу споруд пожежного водопостачання. Пожежні водойми створюються на промислових підприємствах і населених пунктах, не обладнаних централізованою системою водопостачання (водогоном), обладнуються пристроями для під'єдання пожежних насосів. Існує кілька різновидів пожежних водойм, як закритого (підземні металеві резервуари), так і відкритого типу. Відкриті водойми можуть уживатися як декоративні ставки або плавальні басейни.

## Вимоги до пожежних водойм

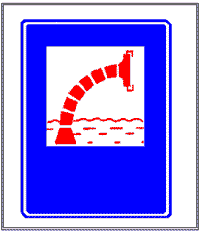
Знак «Пожежна водойма»

Здійснювати зовнішнє протипожежне водопостачання з резервуарів і водойм допускається:
- Для населених пунктів з числом жителів до 5 тис. осіб;
- Для окремо розташованих будівель видовищних і культурно-просвітницьких установ (театри, музеї, виставки), будівель з обслуговання населення (магазини, вокзали, поліклініки тощо), будівель навчальних закладів, наукових і проектних організацій, адміністративних будівель об'ємом до 1 000 м³, які знаходяться у населених пунктах, не обладнаних кільцевим протипожежним водогоном;
- Для всіх будівель об'ємом понад 1 000 м³;
- Для виробничих будівель з виробництвами категорій В, Г і Д за пожежною і вибухопожежною небезпекою з розрахунку витрати води на зовнішнє пожежогасіння понад 10 л/с;
- Для комор грубих кормів об'ємом до 1 000 м³;
- Для комор мінеральних добрив об'ємом до 5 000 м³;
- Для будівель холодильників і сховищ овочів і фруктів.

Пожежні водойми повинні мати під'їзди з майданчиками (пірсами) з твердим покриттям і розмірами не менш ніж 12×12 м для вільного проїзду і установлення пожежних автомобілів у будь-яку пору року або приймальні колодязі, також забезпечені вільним проїздом і можливістю встановлення техніки.
Поблизу місць розташування пожежних водойм і резервуарів повинні бути передбачені покажчики відповідно ДСТУ. Безпосередньо поруч водойми встановлюється знак «Пожежна водойма», допустимий і пояснювальний напис (білим кольором на червоному тлі).

## Облаштовування відкритої пожежної водойми

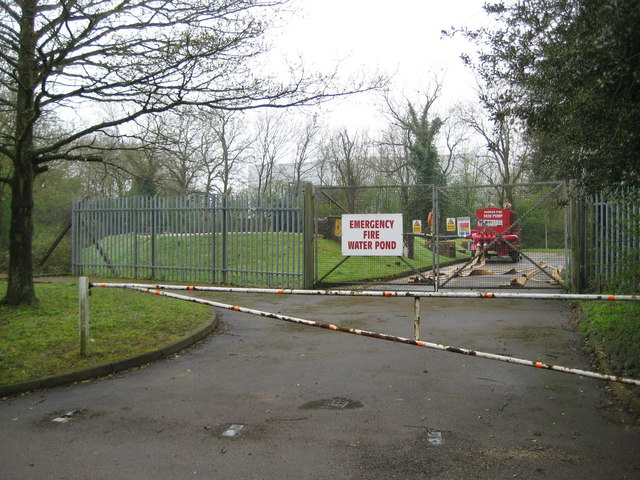
Закрита пожежна водойма на Бансфілдському нафтосховищі, Гемел-Гемпстед, Англія

Основні етапи влаштовування пожежної водойми:
1. Розрахунок мінімального об'єму;
2. Вибір місця;
3. Визначення конфігурації водойми, врахуючи формування безпечних схилів;
4. Створення проекту;
5. Копання котловану;
6. Гідроізоляція;
7. Обладнання під'їзних шляхів, за необхідності — насосної станції.

### Розрахунок об'єму
Об'єм пожежних резервуарів і водойм слід розраховувати, виходячи з розрахункових витрат води і тривалості пожежогасіння згідно з формулою: «Тривалість гасіння (у секундах)×Витрата води (л/с)». Наприклад, для населеного пункту з кількістю жителів 5 000 осіб приймається одна розрахункова пожежа і витрата води на зовнішнє пожежогасіння — 5 л/с (при забудові до 2-х поверхів включно, незалежно від ступеня вогнестійкості). Тривалість пожежі приймається у 3 години (10 800 секунд). Отже, мінімальний об'єм водойми має бути: 10 800 с х 5 л/с = 54 000 л = 54 м³. При розрахунках необхідно враховувати можливе випаровування води і утворення льоду. Крайка відкритої водойми винна бути вищою над максимальним рівнем води не менш ніж на 0,5 м.

### Підготовчі роботи

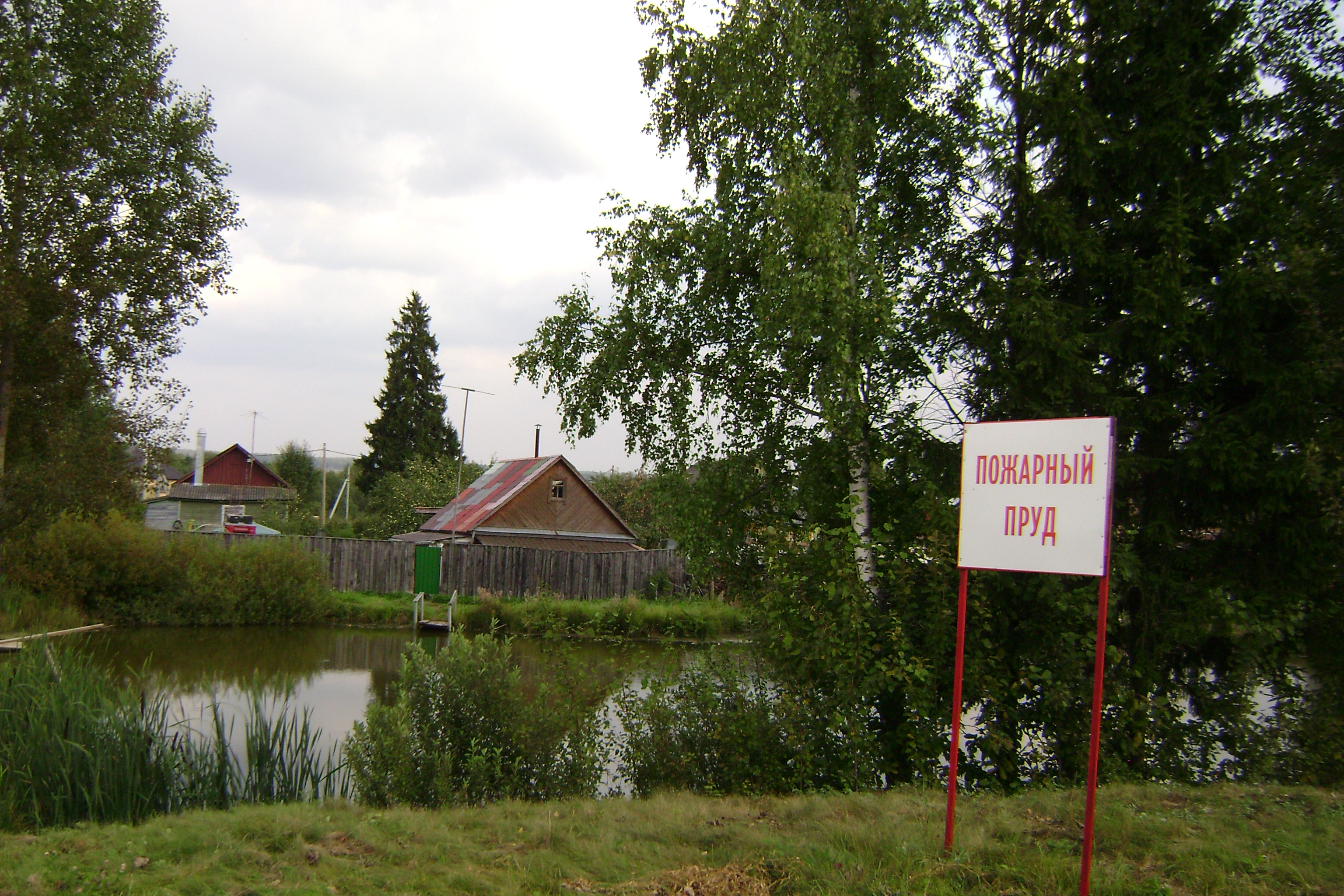
Пожежний ставок (Росія)

Підготовчі роботи включають розмічування і зняття верхнього шару ґрунту; при проектуванні великих водойм рекомендують провести геодезичне дослідження: динаміка хвиль об'ємних водосховищ може спричинити руйнування й ерозію ґрунтів. Треба передбачити дренаж, необхідний для того, щоб уникнути затоплення близькорозташованої території під час дощу або при близькому сусідстві ґрунтових вод. Під час копання котловану його стінки ущільнюють, формують тераси для рослинності (якщо водойму планують використовувати і як декоративну).

### Укладання гідроізоляційної мембрани

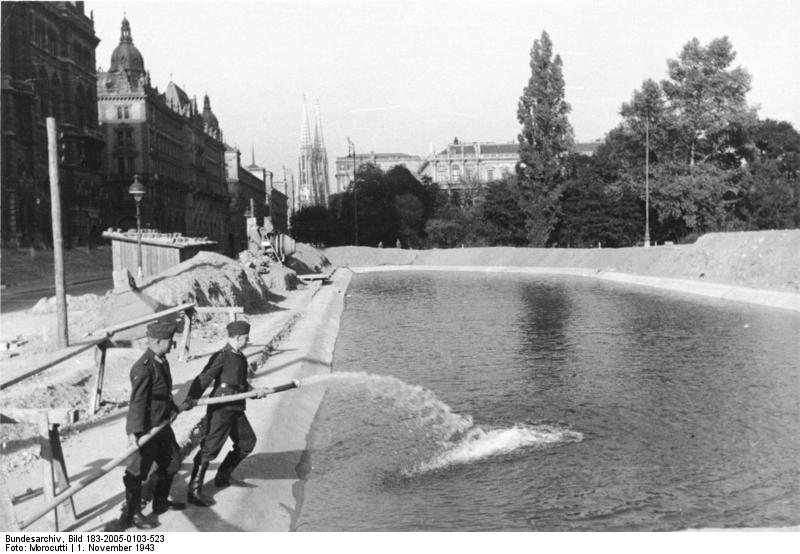
Заповнення водою протипожежної водойми у Відні. 1943 рік. Фото з архіву Міністерства Оборони Німеччини

Раніше під час будування протипожежних водойм за гідроізолювальний шар застосовували глину, для попередження промивин і зсувів шару укладалися бетонні плити. У теперішній час при будуванні таких споруд широко уживають гідроізоляційні плівки і мембрани. Мембрана з синтетичного каучуку надійно гідроізолює протипожежну водойму, ставок, штучне озеро тощо. Вона стійка до високих температур, сонячної радіації, окислення від впливу промислових викидів і агресивних середовищ. До того ж, вона не токсична і уможливлює створити екосистему у водоймі (наприклад, розводити рибу).
Поверхня, на яку укладатимуть мембрану, повинна бути ретельно ущільнена і очищена від гострого каміння і коріння дерев. Після утрамбування ґрунту котлован засипається шаром піску у 5-10 см затовшки і проливається водою. Потім настилають захисний шар зі склотканини чи нетканого матеріалу. Після цього можна застилати котлован мембраною. Її укладають з центру до його країв, і за необхідності розтягають на складному рельєфі дна ставка. Рекомендується по периметру водойми вирити траншею розміром 50х50 см, у якій зафіксувати краї мембрани і засипати її ґрунтом.
Водойму спочатку заливають водою на 1/3 об'єму, щоб вона тиском рівномірно розподілила мембрану по дну і стінках. Потім водойма заливається повністю.

### Інше
Якщо безпосередне забирання води з пожежного водойми автонасосами і мотопомпами ускладнене, допускається уживати приймальні колодязі об'ємом 3-5 м³. Діаметр трубопроводу, що з'єднує водойму з колодязем, слід приймати з умов пропускання розрахункової витрати води на зовнішнє пожежогасіння, але не менш ніж 200 мм. Перед приймальним колодязем на трубопроводі встановлюють ще один колодязь із засувкою, штурвал якої виводять під кришку люка.